# Mario Firmenich
Mario Eduardo Firmenich (Buenos Aires, 24 janvier 1948) est un ancien guérillero et l'un des fondateurs de l'organisation armée Montoneros.

## Jeunesse
Firmenich  étudia au Colegio Nacional de Buenos Aires où il obtint la médaille d'or du meilleur camarade. Pendant ses études secondaires, il  milita activement dans le groupe Juventud Estudiantil Catolica (Jeunesse Étudiante Catholique) où il soutint des idées nationalistes de droite. D'autres futurs dirigeants de Montoneros, comme Fernando Abal Medina et Gustavo Ramus ont les mêmes origines sociales et idéologiques. C'est dans ce groupe qu'il connut le père jésuite Carlos Mujica qui œuvrait comme bienfaiteur des pauvres et des habitants des bidonvilles de la banlieue de Buenos Aires. Ce dernier eut une  grande influence  dans l'orientation des idées des dirigeants de Montoneros vers les questions de justice sociale. Mujica fut assassiné en 1974 par la Triple A.

## Son action
Firmenich fit partie du groupe fondateur de l'organisation, avec Fernando Abal Medina, Gustavo Ramus, et Norma Arrostito entre autres. L'organisation s'appuyait idéologiquement sur une interprétation particulière du péronisme, interprété de façon nationaliste comme la seule forme politique révolutionnaire adaptée à la situation argentine et fusionnée avec d'autres éléments qu'ils considéraient présents dans le péronisme, mais auxquels l'organisation attribua une plus grande intensité idéologique, comme le nationalisme catholique et la révolution cubaine. Par ailleurs l'organisation rendait un culte à Eva Peron qui représentait pour ses dirigeants une image très combattive, intransigeante et révolutionnaire du premier péronisme. Le 29 mai 1970 Firmenich participa de l'Opération Pindapoy, qui consista dans l'enlèvement puis l'assassinat de l'ancien dictateur Pedro Eugenio Aramburu, qui fut soumis à ce que les Montoneros appelaient un jugement populaire.
Quelques années plus tard, le 3 septembre 1974, fut publié dans le magazine La Causa Peronista un résumé détaillé de ces évènements sous le titre "Mario Firmenich et Norma Arrostito racontent comment Aramburu est mort"